# Gemeentebelangen Leeuwarden
Gemeentebelangen Leeuwarden (GBL) is een lokale politieke partij in de gemeente Leeuwarden. De partij is in 1993 als Nieuwe Leeuwarder Partij (NLP) opgericht. In 2015 is de naam veranderd in Gemeentebelangen Leeuwarden (GBL). De partij is sinds 1994 in de gemeenteraad van Leeuwarden vertegenwoordigd.
In 2014 werd de gemeente Boornsterhem opgeheven en een deel ervan werd bij de gemeente Leeuwarden gevoegd. In Boornsterhem was een lokale partij onder de naam Gemeentebelangen 2000 actief.
In 2018 werden als gevolg van herindeling de gemeente Leeuwarderadeel en een deel van gemeente Littenseradeel bij de gemeente Leeuwarden gevoegd. In Leeuwarderadeel was de lokale partij Gemeentebelangen Leeuwarderadeel actief.
Vanwege de herindelingen is vervolgens besloten om de naam te wijzigen van Nieuwe Leeuwarder Partij in Gemeentebelangen Leeuwarden.

## Nieuwe Leeuwarder Partij
Vanaf 1994 is de Nieuwe Leeuwarder Partij onafgebroken in de gemeenteraad van Leeuwarden actief als lokale partij. Op het moment van samengaan was de partij met 4 van de 37 raadszetels vertegenwoordigd.

## Gemeentebelangen 2000
Vanaf 1998 was Gemeentebelangen 2000 onafgebroken in de gemeenteraad van Boornsterhem aanwezig. Bij het opheffen van de gemeente bezette de partij 4 van de 17 raadszetels.

## Gemeentebelangen Leeuwarderadeel
Vanaf 1994 is Gemeentebelangen Leeuwarderadeel onafgebroken in de gemeenteraad van Leeuwarderadeel aanwezig. Bij het opheffen van de partij bezette de partij 3 van de 15 raadszetels.